# さだありさ
さだ ありさ（1991年8月2日 - ）は、富山県を拠点に活動しているタレント。本名は貞 ありさ（さだ ありさ）。

## 来歴
2011年、富山県砺波市の観光大使「2011プリンセスチューリップ」に選出される。大使を務め終えた後に上京し、舞台女優として活動した。
富山へ戻ってからはテレビリポーター、イベントMCとして活動。テレビ・ラジオCMなどへの出演多数。
2017年3月までは、富山市に本社がある芸能事務所「ビプロ」に所属していた。退所後にはフリーランスで活動している。YouTubeチャンネル「富山の遊び場!TV」のメンバー。

## 出演

### テレビ番組
- UPっぷ富山 きとラボ（NHK富山） - MC
- いっちゃん☆KNB（北日本放送） - いっちゃん特撰情報 リポーター
- 富山いかが de SHOW（富山テレビ）
- とやまたまご（チューリップテレビ） - 準レギュラー
- ミタイノコレクション（チューリップテレビ）
- 千鳥のロコスタ（GYAO!） - 富山ロコスタとして

### CM
- 富山市民プラザ[5]
- ユニクロ ヒートテック[6]
- 陽だまりの湯
- おうちコンシェル[7]